# Birgit Prinz
Birgit Prinz (* 25. Oktober 1977 in Frankfurt am Main) ist eine ehemalige deutsche Fußballspielerin.
Sie ist dreimalige FIFA-Weltfußballerin, Torschützenkönigin der Fußball-Weltmeisterschaft 2003 und achtmalige deutsche Fußballerin des Jahres. Von September 2007 bis Juni 2015 war sie mit 14 Treffern Rekordtorschützin bei Weltmeisterschaften. Als erste Spielerin wurde sie in drei WM-Finalen eingesetzt. Mit zehn Toren war sie bis Juli 2012 zusammen mit Cristiane Rekordtorschützin bei Olympischen Spielen. Als einzige Spielerin erzielte sie bei vier Teilnahmen an Olympischen Spielen jeweils mindestens ein Tor. Mit ihren 128 Länderspieltoren war sie geschlechterübergreifend die erfolgreichste Torschützin des DFB und der UEFA.
Im August 2011 beendete Prinz ihre Karriere. Am 27. März 2012 ehrte der DFB die Rekordnationalspielerin mit einem Abschiedsspiel und ernannte sie 2013 zur Ehrenspielführerin der Frauennationalmannschaft neben Bettina Wiegmann.
Prinz arbeitet als Sportpsychologin für den Frauenfußball-Bundesligisten TSG 1899 Hoffenheim und ist seit 2014 leitende Forscherin beim FIFA-Projekt „Psychomentale Gesundheit und Sport“ an der MSH Medical School Hamburg. Für die DFB-Frauen war sie von 2019 bis Oktober 2023 als Sportpsychologin tätig.

## Sportliche Laufbahn

### Verein
Birgit Prinz spielte seit 1992 für den FSV Frankfurt, für den sie dank einer Sondererlaubnis bereits mit 15 Jahren ihr erstes Bundesligaspiel bestreiten konnte. Mit Sandra Smisek bildete sie in den 90er Jahren bei den Frankfurterinnen ein kongeniales Sturmduo („Keks und Krümel“). Ab 1998 spielte sie beim 1. FFC Frankfurt, unterbrochen von einer kurzen Zeit als Profi in der US-amerikanischen Damenliga WUSA beim Verein Carolina Courage, mit dem sie 2002 das Endspiel gewann und zum „Most Valuable Player“ gewählt wurde. Beim 1. FFC spielte sie anschließend (ab 2005) wieder mit Smisek zusammen.
2003 bot der Präsident des italienischen Herrenvereins AC Perugia Luciano Gaucci Prinz einen Platz im Kader seines Vereins. Sie lehnte ab, da sie befürchtete, als Marketing-Gag verpflichtet zu werden und dann meistens auf der Reservebank zu sitzen. Im Juli 2006 erhielt sie ein Angebot vom spanischen Verein Real Madrid, der im Begriff war, eine Frauenfußballmannschaft aufzubauen. Dieses Angebot sowie weitere aus dem Ausland lehnte Prinz jedoch ab und verlängerte im Februar 2008 ihren bestehenden Vertrag beim 1. FFC Frankfurt um weitere drei Jahre.
Am 20. Mai 2006 wurde Prinz als persönliches Mitglied in den Deutschen Olympischen Sportbund (DOSB) gewählt.
Anfang 2012 wechselte Prinz zur TSG 1899 Hoffenheim. Sie erhielt dort Spielrecht, sollte aber vor allem im Bereich Sportpsychologie hospitieren. Im Oktober 2012 kam sie im Pokalspiel gegen den VfL Sindelfingen zu ihrem ersten Pflichtspieleinsatz für Hoffenheim. In der folgenden Pokalrunde gelang ihr beim Sieg über den 1. FC Lokomotive Leipzig ihr erster Pflichtspieltreffer im neuen Dress.

### Nationalmannschaft

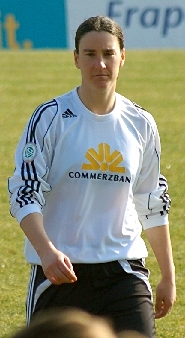
Birgit Prinz im Jahr 2008

Ihr erstes Länderspiel bestritt sie mit 16 Jahren am 27. Juli 1994 in Montreal gegen Kanada. Sie wurde in der 72. Minute für Heidi Mohr, die damalige Rekordtorschützin, eingewechselt und erzielte in der 89. Minute als bisher zweitjüngste Spielerin ihr erstes Länderspieltor zum 2:1-Endstand für Deutschland. Am 26. März 1995 stand sie als bis dato jüngste Spielerin in der siegreichen Europameistermannschaft und im gleichen Jahr als bisher jüngste Spielerin in einem WM-Finale. Von November 2003 bis zu ihrem Rücktritt 2011 war sie Spielführerin der Nationalmannschaft. Seit 2013 ist sie Ehrenspielführerin der Frauennationalmannschaft neben Bettina Wiegmann.
Bei der Frauenfußball-Europameisterschaft 2005 in England erzielte sie am 9. Juni 2005 im Spiel gegen Italien in ihrem 135. Länderspiel ihr 84. Tor; seitdem ist sie Rekordtorschützin der deutschen Nationalmannschaft. Am 25. Oktober 2006 absolvierte Prinz in Aalen gegen England ihr 154. Länderspiel, zog damit mit der bisher alleinigen Rekordnationalspielerin Bettina Wiegmann gleich und schoss ihr 100. Tor für die Nationalmannschaft, was bisher noch keiner anderen deutschen Spielerin gelang. Am 23. November stellte sie im Spiel gegen Japan (6:3) mit 155 Spielen einen neuen Länderspielrekord für deutsche Fußballspieler auf und ist seitdem alleinige Rekordhalterin.
Am 5. März 2008 bestritt sie ihr 175. Spiel. Bei EM-Endrunden (inkl. Halbfinale und Finale 1994/95) erzielte sie zehn Tore (Rekord, zusammen mit Inka Grings) und bei Olympischen Spielen zehn Tore (Olympischer Rekord bis zum 25. Juli 2012, zusammen mit Cristiane). Im Spiel gegen China bei den Olympischen Spielen in Athen erzielte sie mit vier Toren die bisher meisten durch eine Spielerin in einem Olympischen Fußballspiel der Frauen erzielten Tore. Bei den Olympischen Spielen in Peking stellte sie im Spiel um Platz 3 am 21. August 2008 mit ihrem 188. Spiel den Europarekord von Hege Riise ein. Durch ein 2:0 gewann Deutschland zum dritten Mal die olympische Bronzemedaille.
Am 22. April 2009 überbot sie mit ihrem 189. Länderspiel den Europarekord von Hege Riise. Nach einem Zusammenprall mit Melanie Behringer zog sie sich einen Rippenbruch zu, sodass sie in der 39. Minute ausgewechselt werden musste. Sie konnte aber beim nächsten Spiel der Nationalmannschaft am 25. Juli 2009 wieder eingesetzt werden und ihr 123. Länderspieltor erzielen. Während der Europameisterschaft 2009 in Finnland hingegen musste sie bis zum Finale warten, um ihre ersten beiden Turniertreffer (zum 1:0 und 6:2) zu erzielen.
Am 17. Februar 2010 machte sie beim 3:0 im Freundschaftsspiel gegen Nordkorea als erste Europäerin ihr 200. Länderspiel. Zudem wurde sie mit diesem Spiel die Spielerin, die am längsten in der Nationalmannschaft spielte. Seit ihrem Debüt war sie 15 Jahre und 205 Tage in der Nationalmannschaft aktiv. Sie überbot damit den Rekord von Martina Voss, die 15 Jahre und 164 Tage aktiv war. Mittlerweile wurde der Rekord von Torhüterin Nadine Angerer überboten, die für mehr als 18 Jahre für die Nationalmannschaft spielte. Prinz ist aber mit einer Zeit von 16 Jahren und 338 Tagen die Feldspielerin mit der längsten Zeit in der Nationalmannschaft.
Ihr gelangen in acht Spielen jeweils mindestens 3 Tore. Mit ihren 128 Toren ist sie weltweit die fünfterfolgreichste Torschützin. Nur die nicht mehr aktiven US-Amerikanerinnen Abby Wambach, Mia Hamm und Kristine Lilly, die auf 184, 158 bzw. 130 Tore in Länderspielen kamen, sowie die noch aktive Kanadierin Christine Sinclair, die bisher 186 Tore erzielte, schossen mehr Tore (Stand: 1. August 2023).
Beim Algarve-Cup 2010, bei dem die deutsche Mannschaft in der Gruppenphase 16 Tore erzielte und im Finale 2:3 gegen die USA verlor, wurde sie im Mittelfeld eingesetzt.
Prinz gehörte als Kapitänin zum deutschen Kader für die WM 2011 in Deutschland. In den ersten beiden Spielen führte sie die Mannschaft als Spielführerin aufs Feld. Nachdem auch sie nicht an die Leistungen in der Vergangenheit herangekommen und in beiden Spielen ausgewechselt worden war, kam sie im Spiel um den Gruppensieg gegen Frankreich erstmals seit ihrem ersten WM-Spiel am 5. Juni 1995 in einem WM-Spiel nicht zum Einsatz. Nach dem verlorenen Viertelfinalspiel gegen Japan erklärte sie nach 214 Länderspielen – den meisten einer Europäerin – ihren Rücktritt aus der Nationalmannschaft. Prinz bestritt insgesamt 24 WM-Spiele und nahm an fünf WM-Turnieren teil. Nur Kristine Lilly (30) und Abby Wambach (25) schafften mehr WM-Spiele. Achtmal führte sie die Nationalmannschaft in WM-Spielen aufs Feld, nur Aline Pellegrino (Brasilien) kam auf mehr Einsätze als Spielführerin (9). Sie erzielte 14 WM-Tore und war damit alleinige Rekordhalterin, ehe sie von Marta bei der WM 2011 eingeholt und bei der WM 2015 überholt wurde. Bei den Männern erzielten nur Ronaldo (15) und Miroslav Klose (16) mehr WM-Tore.
Am 27. März 2012 fand in Frankfurt ein Abschiedsspiel statt, bei dem die Nationalmannschaft auf den 1. FFC Frankfurt traf. Prinz spielte eine Halbzeit lang für den 1. FFC Frankfurt und anschließend bis zur 85. Minute für die deutsche Fußballnationalmannschaft der Frauen und erzielte für beide Mannschaften je ein Tor. In beiden Mannschaften waren aktuelle und ehemalige Spielerinnen vertreten, mit denen Prinz zusammengespielt hat, u. a. die Norwegerin Hege Riise, die mit Prinz bei Carolina Courage spielte und von dieser als europäische Rekordnationalspielerin abgelöst wurde.

## Privatleben

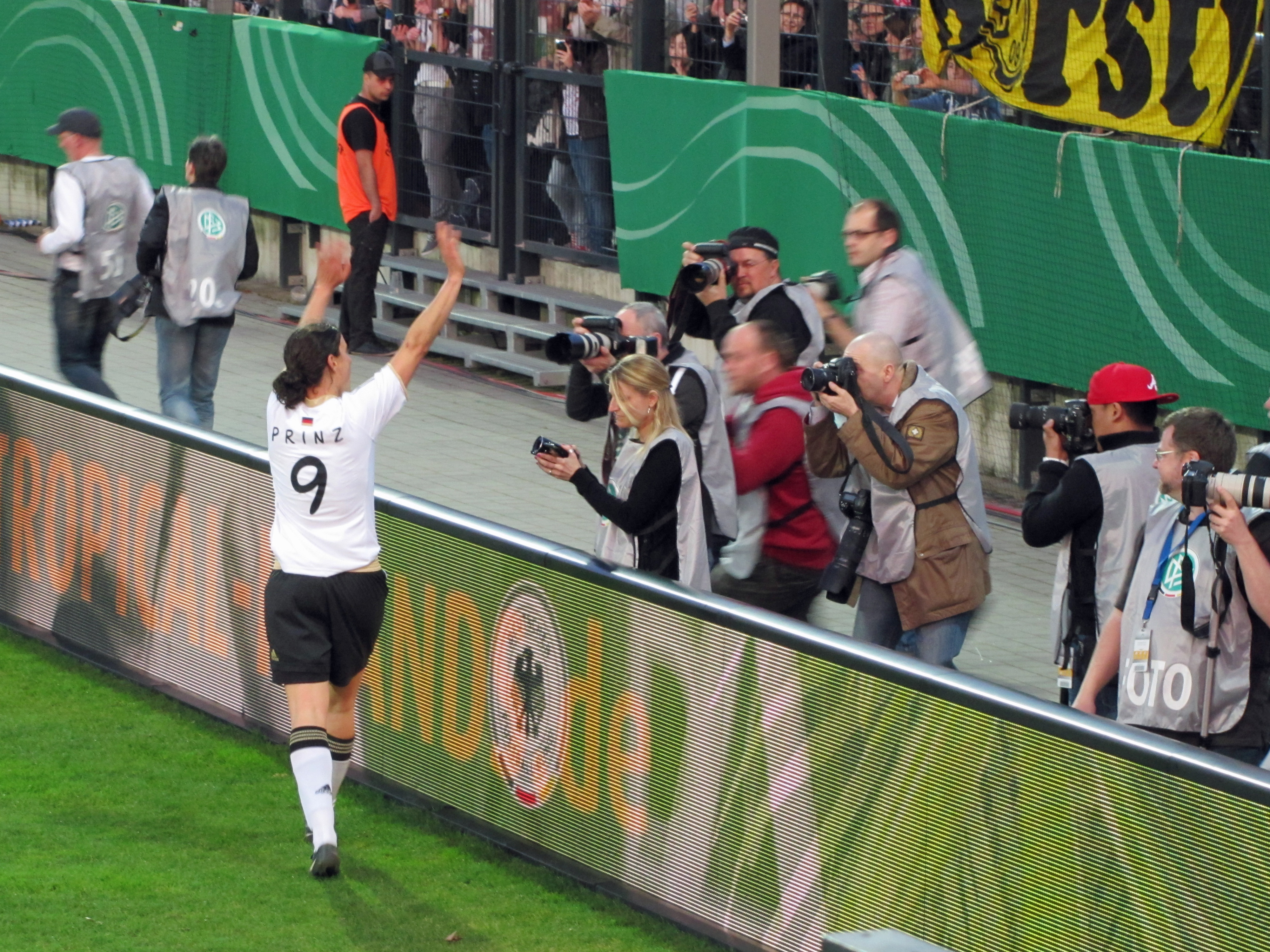
Abschied mit Stadionrunde, am 27. März 2012

Ihr Abitur legte Birgit Prinz 1997 ab und wurde danach zur Masseurin und medizinischen Bademeisterin sowie zur Physiotherapeutin ausgebildet. 2005 begann sie ein Psychologiestudium an der Johann Wolfgang Goethe-Universität Frankfurt am Main, das sie 2010 als Diplom-Psychologin abschloss. In dieser letztgenannten Funktion ist Prinz seit 2012 bei der TSG 1899 Hoffenheim tätig. Bei der Weltmeisterschafts-Endrunde in Frankreich und der EM 2022 stand sie den deutschen Fußballerinnen als Sportpsychologin zur Seite.
Zusammen mit der Nationaltrainerin Silvia Neid wurde Prinz im Februar 2011 eine Barbiepuppe des Herstellers Mattel gewidmet.

## Erfolge
- Weltmeisterin 2003 und 2007

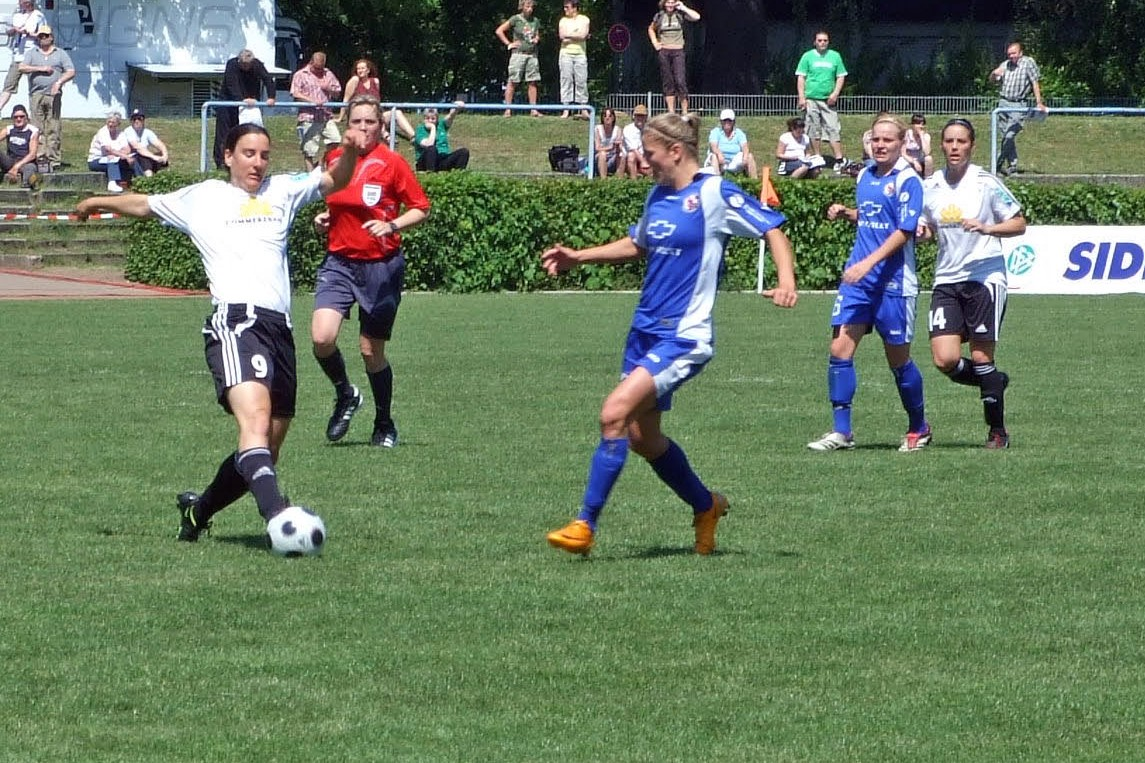
Birgit Prinz (Nummer 9, ganz links; 2008)

- Olympische Bronzemedaille 2000, 2004, 2008, OS-Teilnahme 1996
- Europameisterin 1995, 1997, 2001, 2005 und 2009
- UEFA-Women’s-Cup-Siegerin mit dem 1. FFC Frankfurt 2002, 2006 und 2008
- Deutsche Meisterin 1995, 1998, 1999, 2001, 2002, 2003, 2005, 2007 und 2008 (insgesamt neunmal)
- Meisterin der 2. Fußball-Bundesliga Süd 2013 mit der TSG 1899 Hoffenheim
- Deutsche Pokalsiegerin 1995, 1996, 1999, 2000, 2001, 2002, 2003, 2007, 2008 und 2011 (insgesamt zehnmal)
- DFB-Hallenpokalsieger 1995, 1999, 2002, 2006 und 2007
- Supercupsiegerin 1995, 1996
- Algarve-Cup-Siegerin 2006
- Founders-Cup-Siegerin (WUSA-Champion) 2002 (ehemalige US-Profiliga)
- Torschützenkönigin der Weltmeisterschaft 2003 (mit 7 Toren)
- Torschützenkönigin der Frauen-Bundesliga 1997, 1998, 2001 und 2007

### Rekorde
- Bis 2015 meiste WM-Teilnahmen: 5 (1995, 1999, 2003, 2007, 2011 / gemeinsam mit Kristine Lilly, Formiga und Homare Sawa[22]); inzwischen von Formiga und Sawa übertroffen.
- Bis 2012 meiste Tore bei Olympia: 10 (gemeinsam mit Cristiane, dann von Cristiane am 25. Juli 2012 übertroffen)

### Auszeichnungen
- FIFA-Weltfußballerin der Jahre 2003 bis 2005, Zweite des Jahres 2002 sowie der Jahre 2007 bis 2010
- Achtmalige deutsche Fußballerin des Jahres der Jahre 2001–2008
- Goldener Ball bei der Fußballweltmeisterschaft 2003 als beste Spielerin des Turniers
- Silberner Ball bei der Fußballweltmeisterschaft 2007 als zweitbeste Spielerin des Turniers
- Hessischer Verdienstorden am Bande, verliehen am 8. November 2007
- Silbernes Lorbeerblatt
- Mitglied der Mannschaft des Jahres 2003 und 2009 bei der Wahl zum Sportler des Jahres
- 2012: FIFA-Botschafterin für den Frauenfußball[23]
- 2013: Ehrenspielführerin der Frauennationalmannschaft
- 2019: Aufnahme in die Hall of Fame